# IC 4442
IC 4442 је спирална галаксија у сазвјежђу Волар која се налази на листи објеката дубоког неба у Индекс каталогу.
Деклинација објекта је + 28° 57' 53" а ректасцензија 14h 28m 45,2s. Привидна величина (магнитуда) објекта IC 4442 износи 14,5 а фотографска магнитуда 15,4. Налази се на удаљености од 66,457 милиона парсека од Сунца. IC 4442 је још познат и под ознакама UGC 9287, MCG 5-34-50, CGCG 163-60, VV 15, NPM1G +29.0319, PGC 51725.